# کاسپار ویلیگر
کاسپار ویلیگر (انگلیسی: Kaspar Villiger؛ زادهٔ ۵ فوریهٔ ۱۹۴۱) سیاست‌مدار اهل سوئیس است. وی دو بار در سال‌های ۱۹۹۵ و ۲۰۰۲ رئیس‌جمهور سوئیس بود.